# Бертрен, Гавриил Алексеевич
Гавриил Алексеевич Бертрен (1869—1939) — полковник Кабардинского конного полка, участник Первой мировой войны. Участник летних Олимпийских игр 1912.

## Биография
Православный. Сын французского подданного и русской. Уроженец Таврической губернии.
Среднее образование получил в казенной гимназии во французском Доле. Затем окончил Версальскую артиллерийскую военную школу, имел звание бакалавра физико-математических наук. Был лейтенантом французской службы.
В 1905 году поступил на службу в русскую армию: 19 марта 1905 года определён поручиком в 44-й драгунский Нижегородский полк, а 3 мая того же года зачислен в постоянный состав Офицерской кавалерийской школы с оставлением в том же полку. Был помощником заведующего курсами обучения офицеров. Произведен в штабс-ротмистры 30 сентября 1905 года, в ротмистры — 12 декабря 1908 года. 
В 1912 году участвовал в Олимпийских играх в Стокгольме в качестве фехтовальщика (указан как Bertrain) и в качестве судьи по конному спорту (указан как Bertren). Единственный российский шпажист преодолевший стадию предварительных боёв. Выбыл на стадии 1/4 финала.
С началом Первой мировой войны, 3 сентября 1914 года переведен подполковником в Кабардинский конный полк и назначен командиром 1-й сотни. За боевые отличия был награждён несколькими орденами. Несколько раз временно командовал полком. Произведен в полковники 7 июля 1916 года.
Бригадный генерал (24 ноября 1920). В апреле 1919 — апреле 1921 — глава французской военной миссии на Кавказе.
С 1921 года во Франции. Умер в 1939 году в Нейи-сюр-Сен.

## Семья
Был женат дважды. Первая супруга (1900) — Жанна Маррон. Вторая супруга (1913) — Ольга Иосифовна Денисова (урожденная Пане), внучатая племянница А. С. Пушкина. Брат Луи-Алексис — писатель (под псевдонимом Louis Bertren De Soudak), дипломат.

## Награды
- Орден Святого Станислава 3-й ст. (ВП 13.05.1907)
- Орден Святой Анны 3-й ст. (ВП 6.12.1912)
- Орден Святого Владимира 4-й ст. с мечами и бантом (ВП 12.08.1915)
- Орден Святого Станислава 2-й ст. с мечами (ВП 18.10.1915)
- мечи и бант к ордену Св. Анны 3-й ст. (ВП 27.05.1916)
- Орден Святого Владимира 3-й ст. с мечами (ВП 6.10.1916)
- Орден Почётного легиона, кавалер (1923)